# 徐成法
徐成法（1959年—1989年2月25日），浙江省臨海市上盤鎮人，臨海翼龍化石的發現人。

## 生平
1959年（一説1960年），徐成法出生在浙江臨海上盤鎮岙里村一個采石工家庭。中學時代，他就對地質岩層產生了興趣。中學畢業後，他繼承了父親的工作，和哥哥一起上山采石，并購買了許多地質學科普讀物豐富自己的知識。1978年，他在臨近村落采石時發現了「脚印化石」，隨後向上級反應，但被當作迷信物炸掉。但徐成法并未灰心，他認爲既然鄰村有，自己村裏應該也有。1984年，徐成法在村后采石場中發現了兩塊化石殘片，大約手掌大小，中間嵌有略帶彎曲的白色石帶，石帶形似白鶴的足肢，於是他寫信給縣博物館，博物館確認為化石，但一時難以判斷為何種化石。這激勵了徐成法去尋找完整的化石。
1985年12月，徐成法又發現了一塊既有翅膀又有身軀的化石，似鳥非鳥，之後又接連發現了三四塊。爲了弄清楚化石的性質，徐成法將化石製成標本，并給浙江省自然博物館寫信反映情況。1986年4月15日，博物館的古生物專家確定該化石屬於翼龍化石，這是當時全中國發現的最大的、保存較完整的翼龍化石。臨海翼龍的發現，打破了原先“中國江南無翼龍”的觀點，為研究翼龍的發展，以及中國東南沿海的古氣候、古生態與地殼運動帶來了巨大的幫助。
1986年12月5日，浙江省文化廳與臨海市政府在上盤鎮召開表彰大會，當場授予徐成法14寸彩色電視機一臺、獎金500元，并授予上盤鎮「翼龍之鄉」錦旗一面。但授予獎勵后，因部分村民嫉妒，徐成法開始遭到多方責難。村民認爲山是集體的，岩倉也是集體的，獎勵不能歸徐成法一個人。不久後，村裏有人砍樹時跌倒身亡，有村民認爲徐成法破壞了風水。再加上臨海政府爲了保護翼龍化石，下令停止采石多日，20多位采石工人的誤工補貼沒有着落，一時徐成法成爲了衆矢之的，精神受到極大的打擊，多次進入精神病院治療，但未能痊愈。1989年2月25日，徐成法抛下妻子與6歲的孩子，獨自跳海自殺。

## 身後
1989年2月，徐成法的哥哥徐成連等人在采石時又發現了一具翼龍軀體化石和一個翼龍頭部化石，鑒定結果表面兩者不屬於同一體。由於徐成法先前發現的四具翼龍化石均無頭部，此次發現彌補了過去的不足，爲此，浙江省文物局和台州地區专署、臨海市政府于1989年6月共獎勵徐成连等人2000元人民幣，并給予補償費5000元人民幣，還對徐成法家屬進行了慰問。
1989年11月20日，浙江省人民政府將原采石場公佈為「臨海翼龍化石產地保護區」，保護範圍包括翼龍化石層東西長50米、南北寬20米，從地面到化石下地層，還樹立一方石碑，以中英雙語分別刻上「臨海翼龍化石產地保護區」、「Protected location of the site of excavation of the Linhai pterosaur fossils」字樣。